# Economia matemàtica
L’economia matemàtica és l’aplicació de mètodes matemàtics per representar teories i analitzar problemes en l'economia els quals van més enllà de la geometria simple, per exemple, el càlcul diferencial i integral, les equacions diferencials, l'àlgebra de matrius, la programació matemàtica i altres mètodes computacionals.
Aquests mètodes proporcionen maneres de formular relacions teòriques amb rigor, generalitat i simplicitat. Un exemple d’això és com les matemàtiques donen la possibilitat de formar proposicions significatives i comprovables sobre fenòmens econòmics complexos i de gran abast, els quals serien difícil d’explicar d’una manera menys formal; o la facilitat del llenguatge matemàtic de generar arguments específics i positius sobre tòpics irresolubles sense les matemàtiques.
Els models matemàtics ajuden a representar gran part de la teoria econòmica. Algunes aplicacions de les matemàtiques en l'economia inclouen:
- Problemes d’optimització amb l'equilibri com a objectiu.
- Anàlisi estàtica (o d’equilibri).
- Comparació estàtica.
- Anàlisi dinàmica.

## Història
L'ús de les matemàtiques a l'anàlisi econòmica i social data del segle xvii. En aquest temps, principalment a universitats alemanyes, va emergir un estil d'ensenyament, el qual tracta específicament la presentació detallada d'informació i tenia una gran relació amb l'administració pública. Gottfried Achenwall va participar en aquesta conjuntura i va encunyar el terme d'estadística. Alhora, un petit grup de professors d'Anglaterra van establir un mètode de "raonament a través de números sobre els aspectes relacionats amb el govern" i es van referir a aquesta pràctica com una Aritmètica Política. William Petty va escriure sobre problemes que serien després discutits pels economistes, com l'aplicació d'impostos, la velocitat dels diners i l'ingrés inicial, però mentre la seva anàlisi era numèrica, rebutjava l'ús de matemàtiques abstractes. L'ús de la informació numèrica detallada de Petty (juntament amb John Graunt) influeixen en els estadistes i economistes per un període, encara que el treball de Petty va ser ignorat pels erudits anglesos de la seva època.
La matematització de l'economia va començar a l'època primerenca del segle xix. Una gran part de l'anàlisi econòmica del temps era el que després es coneixeria com a economia clàssica. Els temes eren preparats i discutits a través de mètodes algebraics, no obstant això, el càlcul no era usat. Abans que es presentés el treball The Isolated Satate de Johann Heinrich von Thünen el 1826, els economistes no havien generat models explícits i abstractes per definir el comportament i aplicar-hi eines matemàtiques. El model de Thünen de l'ús dels terrenys de cultiu representa el primer exemple de l'anàlisi marginal. El treball de Thünen era majoritàriament teòric, però, va utilitzar informació empírica per donar suport a les seves generalitats. En comparació dels contemporanis, Thünen va generar models i eines econòmiques, en lloc d'aplicar les eines existents a nous problemes.
Mentrestant, una nova cort d'erudits que coneixia els mètodes matemàtics de les ciències físiques es van acostar a l'economia, aplicant i defensant aquells mètodes a la seva disciplina, i és descrit avui dia com el moviment de la geometria a la mecànica. Es va incloure a W.S. Jevons qui va presentar un treball sobre "una teoria matemàtica general de la política econòmica" el 1862, on va proveir un esquema per a l'ús de la teoria de la utilitat marginal en la política econòmica. En 1871, Jevons va publicar Els principis de l'economia política, declarant que aquest tema com a ciència "ha de ser simplement matemàtic, ja que aquest treballa amb quantitats." Jevons esperava que només la recol·lecció de les estadístiques de preus i quantitats permetin a la disciplina convertir-se en una ciència exacta. Altres van encara expandir la representació matemàtica de problemes econòmics.

### Marginalistes i els inicis de l'economia neoclàssica
Augustin Cournot i Léon Walras van crear les eines de la disciplina axiomàticament al voltant de la utilitat, argumentant que els individus busquen maximitzar la seva utilitat a través de les eleccions en una manera que podia ser descrita matemàticament. En aquell temps, era pensat que la utilitat era quantificable, en unitats conegudes com a estris. Cournot, Walras i Francis Ysidro Edgeworth són considerats els precursors de l'economia matemàtica moderna.

#### Agustin Cournot
Cournot, un professor de matemàtiques, va desenvolupar, el 1838, un tractament matemàtic per als duopolis -una condició de mercat que es defineix per la competició entre dues empreses venedores. Aquest tractament de competició, publicat per primera vegada a Researches into the Mathematical Principles of Wealth (Investigacions en els principis matemàtics de la riquesa), es coneix com el duopoli de Cournot. S'assumeix que els dos venedors tenen una igualtat en l'accés al mercat i que poden produir productes sense cap cost. Després, s'assumeix que tots dos produeixen productes homogenis. Cada venedor canviaria la producció basant-se en la producció de l'altre i el preu de mercat seria determinat per la quantitat total de productes oferts. La utilitat de cada empresa seria determinada mitjançant multiplicar la producció de cada empresa i el preu de mercat per unitat. Diferenciant la funció d'utilitat respecte a la quantitat oferta de cada signatura, dona un sistema d'equacions lineals, la solució simultània d'aquest ens donaria una quantitat d'equilibri, un preu i una utilitat. Les contribucions de Cournot a la matematització de l'economia serien abandonades per dècades, però eventualment aquestes van influir a una gran part dels marginalistes. Els models de Cournot sobre el duopoli i oligopoli també representen una de les primeres formulacions dels jocs no cooperatius. Avui dia, la solució pot ser donada com un equilibri de Nash, però el treball de Cournot va procedir a la teoria de jocs moderna per més de cent anys.

#### Léon Walras
Mentre Cournot va proveir una solució al que després se'n diria equilibri parcial, Léon Walras va tractar de formalitzar la discussió de l'economia com una sola a través de la teoria de l'equilibri general. El comportament de tot actor econòmic seria considerat al costat de la producció i del consum. Walras originalment va presentar quatre models separats d'intercanvi, cadascun s'incloïa al següent. La solució del sistema d'equacions resultants (lineals i no lineals) és l'equilibri general. En aquell moment, una solució general no podia ser expressada per a un sistema d'una gran quantitat d'equacions, però els intents de Walras van produir dos famosos resultats a l'economia. El primer és la llei de Walras i el segon és el principi de tâtonnement (tempteig en francès). El mètode de Walras va ser considerat per tenir un contingut altament matemàtic per a l'època i Edgeworth va comentar àmpliament sobre aquest tema a la seva ressenya Éléments d'économie politique pure (Elements de l'economia política pura).
La llei de Walras va ser introduïda com una resposta teòrica al problema de determinar solucions a l'equilibri general. La seva notació és diferent de les notacions modernes, però es pot construir usant una moderna notació sumatòria. Walras va assumir que en l'equilibri, tots els diners serien gastats en tots els productes: tots els productes serien comercialitzats al preu del mercat de cada producte i tots els compradors gastarien fins al seu últim dòlar en una cistella de productes. Prenent com a base aquesta suposició, Walras va mostrar que si existissin n mercats i n-1 mercats compensats (que comptin amb les condicions d'equilibri), aquest n mercat extra es compensaria a si mateix. Això és més fàcil de visualitzar amb dos mercats (considerats a la majoria dels llibres de text com un mercat de béns i un mercat de diners). Si un dels dos mercats ha assolit un estat d'equilibri, cap bé addicional (sigui producte o diners) pot entrar o sortir del segon mercat, provocant que aquest també es trobi en un estat d'equilibri. Walras va fer servir aquest argument per provar l'existència de solucions per a l'equilibri general, però avui dia aquest s'usa per mostrar el concepte de compensació de mercats a nivell universitari.
El tâtonnement (tanteig) estava dirigit a servir com una expressió pràctica de l'equilibri general. Walras va entendre el mercat com una subhasta de béns on el subhastador oferiria al públic preus i els participants del mercat esperarien fins que ells poguessin satisfer el seu preu personal fix per a la quantitat desitjada (cal recordar que és una subhasta de tots els béns, per tant, totes les persones tenen un preu personal fixat per a la seva cistella de béns desitjada).
Només quan tots els compradors estan satisfets com un preu de mercat donat, la transacció passa. El mercat es "compensaria" (no existiria superàvit o dèficit) en aquest preu. La paraula tâtonnement és usada per a descriure l'orientació que el mercat pren temptejant cap a l'equilibri, mentre s'estableixen preus alts i baixos en diferents béns fins que el preu s'accepta per a tots els béns. Mentre aquest procés sembla dinàmic, Walras només el presentava com un model estàtic, en què cap transacció passaria fins que tots els mercats estiguessin en equilibri. A la pràctica, molt pocs mercats operen així.

#### Francis Ysidro Edgeworth
Edgeworth va introduir elements matemàtics a l'economia, explícitament en el seu treball anomenat Mathematical Psychics: An Essay on the Application of Mathematics to the Moral Sciences (Matemàtiques Físiques: Un assaig de l'aplicació de les matemàtiques a les ciències morals), el qual va ser publicat a 1881. L'adoptà el càlcul felicífic de Jeremy Bentham al comportament econòmic, permetent que el resultat de cada decisió es pogués convertir en un canvi en la utilitat. Usant aquesta suposició, Edgeworth va crear un model d'intercanvi, basat en tres suposicions: els individus s'interessen en si mateixos, els individus actuen per maximitzar la utilitat, i els individus són lliures de recontractar amb qualsevol independentment d'altres individus.
Donats dos individus, el conjunt de solucions on els dos individus poden maximitzar la seva utilitat és descrit per la corba del contracte, en el que ara és conegut com una caixa d'Edgeworth. Tècnicament, la construcció d'una solució de dues persones al problema d'Edgeworth no va ser desenvolupada gràficament fins a 1924 per Arthur Lyon Bowley. La corba del contracte de la caixa d'Edgeworth (o més general en qualsevol de les solucions al problema d'Edgewoth per més actors) és referida com el nucli d'una economia.
Edgeworth va fer un esforç considerable insistint que proves matemàtiques eren apropiades per a totes les escoles del pensament econòmic. Mentre es trobava al capdavant del diari econòmic, va publicar diversos articles on criticava el rigor matemàtic d'investigadors rivals, incloent-hi Edwin Robert Anderson Seligman, un clar escèptic de l'economia matemàtica. Els articles s'enfocaven en un anar i venir de la incidència fiscal i la resposta dels productors. Edgeworth va notar que un monopoli que produeix un bé que té una conjunció de l'oferta, però no una conjunció de la demanda (com la classe executiva i turista en un avió, si l'avió vola, tots dos seients volen amb l'avió) pot abaixar els preus mostrats als consumidors d'un dels dos béns si un impost és aplicat. El sentit comú i una anàlisi numèrica més tradicional mostraven indicar que aquesta afirmació era absurda. Seligman va insistir que els resultats que Edgeworth havia aconseguit havia estat una peculiaritat de la seva formulació matemàtica. Ell va suggerir que la suposició d'una funció de demanda contínua i un canvi infinitesimal als impostos resultaria en prediccions paradoxals. Harold Hotelling va demostrar temps després que Edgeworth estava en el que era correcte i que aquest mateix resultat (una disminució de preu com a resultat d'un impost) podia passar amb una funció discontínua de la demanda i canvis amplis en la taxa d'impostos.

## Economia matemàtica moderna
Des del final de la dècada de 1930, un seguit de noves eines matemàtiques de càlcul diferencial i equacions diferencials, conjunts convexos, i teoria de grafs van ser desplegades per millorar la teoria econòmica de la mateixa manera que nous models matemàtics can ser aplicats uns anys abans a la física. El procés va ser descrit posteriorment com passar de mecànica a un sistema axiomàtic.

### Càlcul diferencial
Vilfredo Pareto analitzà la microeconomia tractant les decisions pels actors econòmics com intents de canviar l'assignació de béns a uns altres, més desitjats. Els conjunts d'assignacions podien ser tractats com un pareto eficient (pareto òptim és un terme equivalent) quan cap intercanvi pogués donar-se lloc entre els actors que pogues beneficiar almenys a un individu sense provocar perjudicis per a cap altre. La demostració de pareto és molt comunament combinada amb l'equilibri Walrassià, informalment atribuït a la hipòtesi de La mà invisible d'Adam Smith. En canvi, la declaració de Pareto va ser la primera afirmació formal del que es coneixeria després com el primer teorema fonamental de l'economia del benestar. A aquests models els mancaven les desigualtats de la següent generació d'economia matemàtica.
A l'històric tractat Foundations of Economic Analysis (Fonaments de l'anàlisi econòmica) (1947), Paul Samuelson va identificar un paradigma i una estructura matemàtica comunes a diversos camps de la matèria, construït sobre els treballs anteriors de Alfred Marshall. Foundations va agafar conceptes matemàtics de la física i els va aplicar a problemes econòmics. Aquesta visió general (per exemple, comparar el Principi de Le Chatelier al Tanteig Walrassia) guia les bases de la matemàtica econòmica: els sistemes d'actors econòmics i el seu comportament podien ser modelats com qualsevol altre sistema. Aquesta extensió va seguir la feina dels marginalistes del segle passat i la va estendre significativament. Samuelson va enfocar els problemes de la maximització de la utilitat individual sobre grups agregats amb l'estadística comparativa, la qual compara dos estats d'equilibri diferents després d'un canvi exogen en una variable. Aquest i altres mètodes del llibre van esdevenir la base de l'economia matemàtica del segle xx.

### Models lineals
Els models restringits d’equilibri general van ser formulats per John von Neumann al 1937. A diferència de les versions anteriors, els models de von Neumann tenien restriccions amb desigualtats. Pel seu model de l'economia en expansió, van Neumann va demostrar l'existència i la unicitat de l'equilibri utilitzant la seva generalització del teorema del punt fixe de Brouwer. El model de Von Neumann de l'economia en expansió considera el feix de matrius (matrix pencil) A - λ B amb A i B matrius no negatives; von Neumann buscava els vectors de probabilitat p i q i un nombre positiu λ que pogués resoldre l'equació complementaria:
pT (A - λ B) q = 0,
juntament amb dos sistemes d'inequacions expressant l'eficiència econòmica. En aquest model, el vector de probabilitat p (transposat) representa els preus dels béns, mentre que el vector q representa la "intensitat" a la qual pot es poden produir. La solució única λ representa la taxa de creixement de l'economia, que és igual a la taxa d'interès. Demostrar l'existència d'un creixement positiu i que la taxa de creixement és igual a la taxa d'interès van ser assoliments importants, fins i tot per von Neumann. Els resultats de Von Neumann es van veure com un cas singular de programació lineal, on el model de von Neumann utilitza només matrius no negatives. L'anàlisi del model de Von Neumann de l'economia en expansió continua tenint interès pels econòmic matemàtic amb coneixements de computació econòmica.

### Optimització matemàtica
A les matemàtiques, l'optimització matemàtica (o optimització, o programació matemàtica) es refereix a la selecció del millor element per un grup d'alternatives disponibles. El cas més senzill, un problema d'optimització envolta la maximització o minimització d'una funció real a través de seleccionar valors d'entrada per la funció i calcular els valors corresponents de la funció. El procés de solució inclou la satisfacció de condicions generals necessàries i suficients per a l'optimització. Pels problemes d'optimització, es pot utilitzar una notació especialitzada per la funció i els seus valors d'entrada. Generalment, l'optimització inclou trobar el millor element disponible per una funció donat un domini definit i poden utilitzar-se una varietat de tècniques d'optimització computacional.
L'economia està prou vinculada a l'optimització pels agents en una economia que una definició influent descriu relacionat amb el anterior la ciència que economia com "l'estudi del comportament humà com una relació entre finalitats i medis escassos" amb usos alternatius. Els problemes d'optimització s'executen a través de l'economia moderna, la majoria amb condicions econòmiques i tècniques explícites. A la microeconomia, el problema de la maximització de la utilitat i el seu problema dual, el problema de la minimització de les despeses per un nivell donat d'utilitat, són problemes econòmics d'optimització. La teoria postula que els consumidors maximitzen la seva utilitat, subjecte a les limitacions de pressupost i que les empreses maximitzen les seves utilitats, subjecte a les seves funcions de producció, els costos dels insums i la demanda del mercat.
L'equilibri econòmic és estudiat a la teoria de l'optimització com un ingredient clau pels teoremes econòmics que, en principi, poden ser comprovats contra informació empírica. El desenvolupament de problemes més recents ha ocorregut a la programació dinàmica i els models d'optimització amb riscos i incertesa, incloent-hi les aplicacions a la teoria del portafoli, l'economia de la informació i la teoria de la cerca.
Les propietats òptimes per un sistema complet de mercat poden ser assenyalades en termes econòmics, com la formulació dels dos teoremes fonamentals de l'economia del benestar i al model Arrow-Debreu de l'equilibri general. Més concretament, molts problemes són subjectes a solucions analítiques. Molts altres poden ser prou complexes per necessitar mètodes numèrics de solució assistits per software. Altres són complexes, però, en canvi, són suficientment accessibles per permetre la cerca de solucions a través de mètodes computacionals, en particular amb els models d'equilibri general computacional per l'economia entera.
La programació lineal i no lineal han afectat profundament a la microeconomia, la qual havia només considerat limitacions d’igualtat. Gran part dels economistes matemàtics que han estat llorejats amb el Premi del Banc de Suècia en Ciències Econòmiques en memòria d’Alfred Nobel han conduït a investigacions rellevants utilitzant programació lineal: Leonid Kantorovich, Leonid Hurwicz, Tjalling Koopmans, Kenneth J. Arrow, i Robert Dorfman, Paul Samuelson, y Robert Solow. Ambdós Kantorovich y Koopmans Dantzig mereixien compartir el premi Nobel per la programació lineal. Els economistes que han conduït investigacions en la programació no lineal també han guanyat el premi Nobel, notablement Ragnar Frisch juntament amb Kantorovich, Hurwicz, Koopmans, Arrow i Samuelson.

#### Optimització lineal
La programació lineal va ser creada per ajudar a l'assignació de recursos en una empresa i a les indústries durant la dècada dels anys trenta a la Unió Soviètica, i durant la dècada dels quaranta als Estats Units. Durant el bloqueig de Berlín, la programació lineal va ser utilitzada per planejar les entregues de subministraments per prevenir que Berlín morís de gana després del bloqueig soviètic.

#### Optimització no lineal
Avenços a la programació no lineal amb condicions d'inequitat van ser aconseguits l'any 1951 per Albert W. Tucker i Harold Kuhn, qui considerava el problema d'optimització no lineal:
Minimitzar {\displaystyle f}({\displaystyle x}) subjecte a {\displaystyle g}i({\displaystyle x}) ≤ 0 y {\displaystyle h}j({\displaystyle x}) = 0 on
{\displaystyle f}(.) és la funció a minimitzar
{\displaystyle g}i(.) ({\displaystyle j} = 1,..., {\displaystyle m}) són les funcions de la limitació d'inequitat de {\displaystyle m}
{\displaystyle h}j(.) ({\displaystyle j} = 1,..., {\displaystyle l}) són les funcions de la limitació d'equitat de {\displaystyle l}.
En permetre limitacions d'inequitat, el model de Kuhn-Tucker generalitzava el mètode clàssic dels multiplicadors de Lagrange, en el que (fins ara) s'havia permès únicament limitacions d'igualtat.
El model Kuhn-Tucker inspirà investigacions posteriors a la dualitat Lagrangiana, incloent-hi el tractament de les limitacions d'inequitat. La teoria de la dualitat de la programació no lineal és particularment satisfactòria quan s'aplica als problemes de minimització convexos, els quals mostren la teoria de la dualitat convexa-analítica de Fenchel i Rockafellar, aquesta dualitat convexa és particularment forta per funcions polièdriques, com les que es generen a la programació lineal. La dualitat Lagrangiana i l'anàlisi convex son utilitzats diàriament a la investigació d'operacions, a la programació de les plantes d'energia, la planificació dels horaris de producció de les fàbriques i a les característiques de rutes de les aerolínies (rutes, vols, avions i tripulació).

#### Càlcul variacional i control òptim
L'economia dinàmica permet els canvis en variables econòmiques al llarg del temps, incloent-hi els sistemes dinàmics. El problema de trobar solucions òptimes pels canvis és estudiat pel càlcul variacional i la teoria del control intern. Abans de la Segona Guerra Mundial, Frank Ramsey i Harold Hotelling utilitzaren el càlcul de variacions amb aquesta finalitat.
Seguint els treballs de Richard Bellman sobre la programació dinàmica i la traducció a l'anglès del 1962 del treball anterior de Lev Pontryagin et al. la teoria del control òptim va ser utilitzada més extensament per l'economia pels problemes dinàmics, especialment en aquells relacionats amb l'equilibri del creixement econòmic i l'estabilitat dels sistemes econòmics, del qual un exemple dels llibres de text és el consum òptim i l'estalvi. Una diferència crucial entre els models deterministes i estocàstics. Una altra aplicació a la teoria del control òptim inclou la presentada a les finances, els inventaris i la producció.

#### Anàlisi funcional
Va ser en el transcurs de demostrar l'existència d'un equilibri òptim al seu model de 1937 del creixement econòmic que John von Neumann introduí els mètodes d'anàlisi funcional per incloure la topologia a la teoria econòmica, en particular la teoria del punt fix a través de la generalització del teorema del punt fix de Brouwer. Seguint el programa de von Neumann, Kenneth Arrow, i Gérard Debreu formularen models abstractes dels equilibris econòmics utilitzant conjunts convexos i la teoria del punt fix. A la introducció del model Arrow-Debreu de 1954, ells demostraren l'existència (però no la unicitat) d'un equilibri i també demostraren que tot equilibri Walrassià és un Pareto eficient, en general, els equilibris no calia que fossin únics. Als seus models, l'espai de vector (original) representava les quantitats mentre que l'espai dual del vector representava els preus.
A l'URSS, Leonid Kantorovich va desenvolupar models econòmics en espais vectorials semblantment ordenats, que emfatitzaven la dualitat entre les quantitats i els preus. Kantorovich canvià de nom als preus com"valors determinats objectivament", abreviat en rus com"o.o.o", donant a veure la dificultat de la discussió de preus a la Unió Soviètica.
Inclús en dimensions finites, aquests conceptes d'anàlisi funcional ha il·luminat la teoria econòmica, particularment al donar claredat al rol dels preus com vectors normals a hiperplans de suport d'un conjunt convex, representant les possibilitats de producció i de consum. Tot i això, els problemes de descriure l'optimització a través del temps sota la incertesa requereix l'ús d'espais funcionals de dimensió finita, ja que els agents estan escollint a través de funcions o processos estocàstics.

### La davallada i l'alça diferencial
La feina de John von Neumann en anàlisi funcional i topologia va crear una nova àrea en la teoria matemàtica i econòmica. A més, aquest també va deixar l'economia matemàtica avançada amb poques aplicacions del càlcul diferencial. En particular, els teòrics de l'equilibri general usaren topologia general, geometria convexa i la teoria de l'optimització en major mesura que el càlcul, ja que el model del càlcul diferencial havia fallat a l'establir l'existència d'un equilibri.
Tot i això, la davallada del càlcul diferencial no ha de ser exagerada, ja que el càlcul diferencial ha continuat formulant aplicacions. A més el càlcul diferencial ha tornat als alts nivells de l'economia matemàtica, la teoria de l'equilibri general (GET), practicada pel grup GET. Als anys 60 i 70, Gérard Debreu i Stephen Smale lideraren el renaixement de l'ús del càlcul diferencial a l'economia matemàtica. En particular, ells aconseguiren demostrar l'existència d'un equilibri general on altres autors havien fallat, això gràcies als seus notables coneixements matemàtics: la categoria de Baire de la topologia general i el lema de Sard de la topologia diferencial. ALtres economistes han estat associats a l'ús de l'anàlisi diferencial, incloent-hi a Egbert Dierker, Andreu Mas-Collel i Yves Balasko. Aquests avenços han canviat la narrativa tradicional de la història de l'economia matemàtica, seguint a von Neumann, el qual celebrà l'abandonament del càlcul diferencial.

### Teoria de jocs
John von Neumann, treballant amb Oskar Morgenstern a la teoria de jocs va crear una nova àrea matemàtica el 1944 a través de l'extensió dels mètodes de l'anàlisi funcional relacionats amb els conjunts complexos i la teoria topològica del punt fix a l'anàlisi econòmic. D'aquesta manera, la seva feina evità el càlcul diferencial tradicional, pel qual el màxim operador no aplica a les funcions no diferenciables. Continuant amb la feina de von Neumann a la teoria del joc cooperatiu, els teòrics Lloyd S. Shapley, Martin Shubik, Hervé Moulin, Nimrod Megiddo i Bezalel Peleg influenciaren la investigació econòmica a la política i l'economia. Per exemple, la investigació en els preus justos dels jocs cooperatius i els valors justos pels jocs de vots van comportar canvis en les regles de la legislació dels vots i per la comptabilitat dels projectes públics. Per exemple, la teoria del joc cooperatiu era utilitzada per dissenyar el sistema de distribució d'aigua al sud de Suècia i per fixar taxes per les línies telefòniques als Estats Units.
La teoria neoclàssica primerenca va limitar solament el rang de resultats negociats i en casos especials, per exemple en monopolis bilaterals o junt amb la corba de contractació de la caixa d' Edgeworth. Els resultats de von Neumann i Morgenstern van ser similarment dèbils. Seguint el programa de Neumann, John Nash utilitzà la teoria del punt fix per demostrar les condicions sota les quals el problema de negociació i els jocs no cooperatius podien generar una solució d'equilibri únic. La teoria dels jocs no cooperatius havia estat adoptada com un aspecte fonamental de l'economia experimental, economia de comportament, economia de la informació, organització industrial i economia política. També ha incrementat a la matèria del disseny de mecanismes, la qual té aplicacions privades i de polítiques públiques com a formes de millorar l'eficiència econòmica a través d'incentius per compartir informació.
L'any 1994, Nash, John Harsanyi i Reinhard Selten van rebre el premi Nobel memorial en ciències econòmiques per la seva feina en jocs no cooperatius. Harsanyi i Selten van ser premiats per la seva feina en jocs de repetició. El treball de temps després va estendre els seus resultats als mètodes de modelatge computacionals.

### Economia computacional basada en agents
L'economia computacional basada en agents (ACE per les seves sigles en anglès) és un camp recentment nomenat que data dels anys 90. Aquesta àrea estudia els processos econòmics, incloent-hi economies completes, com sistemes dinàmics d'interacció d'agents en el temps. Ara bé, en aquesta àrea es troba el paradigma dels sistemes adaptatius complexos. Als models basats en agents, els agents no són persones reals, sinó "objectes computacionals modelats per interactuar basats en regles" ... " les seves interaccions a nivell baix creen patrons emergents" a l'espaitemps. Les regles són formulades per predir interaccions socials i de comportament basades en incentius i informació. La suposició teòrica de l'optimització matemàtica per agents del mercat és reemplaçada pels menys restrictius postulats d'agents amb una racionalitat delimitada adaptada les forces del mercat.
Els models ACE apliquen models numèrics d'anàlisi a simulacions basades en ordinadors de problemes dinàmics complexos pels quals els mètodes més convencionals, com les formulacions de teoremes, poden no ser útils. Començant per les condicions inicials específiques, el sistema econòmic computacional és modelat per tal que evolucioni amb el temps i és consistent amb les interaccions repetides dels agents entre si. En aquests aspectes, la ACE ha estat caracteritzada com un model de baix cap a dalt per l'estudi de l'economia. En contrast a altres estàndards de modelatge, els esdeveniments ACE són impulsats solament per condicions inicials, on pot o no existir un equilibri, o on les mateixes poden o no ser localitzables. El modelatge ACE, en canvi, inclou l'adaptació dels agents, l'autonomia i l'aprenentatge dels agents. A més, té una similitud amb la teoria de jocs com un mètode basat en agents per modelar interaccions socials. Altres dimensions d'aquest model inclouen subjectes econòmics estàndard com competició i col·laboració, l'estructura del mercat i l'organització industrial, els costos de transacció, l'economia del benestar i el disseny mecànic, la informació i la incertesa, i la macroeconomia.
Es diu que el mètode es beneficia de les millores contínues en les tècniques de modelatge de la ciència computacional l'increment de les capacitats computacionals. Els problemes que presenta inclouen aquells presentats en una economia experimental en general i per comparació i al desenvolupament d'un marc de referència comú per la validació empírica i la resolució de preguntes obertes al modelatge basat en agents. L'objectiu científic principal del mètode ha estat descrit com "provar els resultats teòrics amb la informació del món real en formes que permetin sostenir empíricament que les teories creixin amb el temps, amb la feina de cada investigador construint-se de manera apropiada sobre la feina que ha estat creada amb anterioritat."

## Matematització de l'economia
Durant el segle xx, economistes en el món acadèmic van escriure articles quasi de manera exclusiva per revistes principals d'economia. Gran part d'aquests escrits assenyalen que "la teoria econòmica ha sigut contínuament més abstracte i matemàtica". Un estudi subjectiu de les tècniques matemàtiques mostra un decrement en articles que no utilitzen representacions geomètriques o notació matemàtica passant de ser un 95% en 1892 a un 5,3% en 1990. Gairebé dues dècades més tard, l'any 2007, una enquesta duta a terme a deu revistes econòmiques troba que 5,8% dels articles publicats entre 2003 i 2004 no comptaven amb una anàlisi d'informació estadística i tampoc amb expressions matemàtiques desplegades que fossin indexades al marge de la pàgina.

## Econometria
Els avenços en estadística matemàtica i en l'àrea dels economistes amb formació matemàtica desenvolupats entre les dues guerres mundials van donar lloc a l'econometria. Aquesta és la disciplina basada en el desenvolupament de l'economia a través de les matemàtiques i l'estadística. Regularment, l'econometria s'ha utilitzat per mètodes estadístics, i no tant per l'economia matemàtica. L'econometria estadística compta amb l'aplicació d'anàlisi per regressions lineals i sèries de temps a la informació econòmica.
Ragnar Frishc, qui va ajudar a fundar la Econometric Society en 1930 i la revista Econometrica en 1933, va ser qui va encunyar el terme d'econometria. Un dels seus estudiants, Trygve Haavelmo va publicar "L'apropament de la probabilitat a l'econometria" en 1944, on ell mateix asseverava que la pràctica de l'anàlisi estadística podria ser utilitzat com una eina per validar les teories matemàtiques sobre els actors econòmics amb informació provinent de fonts complexes. La Comissió Cowles (ara Fundació Cowles) també va promulgar el vincle de l'anàlisi estadístic dels sistemes de la teoria econòmica entre els anys 1930 i 1940.

### Treballs inicials en l'econometria
Els inicis de l'econometria es poden seguir fins a l'economista nord-americà Henry L. Moore. Moore va estudiar la productivitat de l'agricultura i va intentar adaptar a través de canviar els valors de productivitat per parcel·les de blat i altres cultius en una corba utilitzant diferents valors d'elasticitat. Va cometre diversos errors en el seu treball, alguns per la dolenta elecció de models i altres generats per la seva limitació en l'ús de les matemàtiques. A més, la precisió dels models utilitzats estava greument limitada per la poca informació que era proveïda pels comptes dels Estats Units en aquell temps. Mentre els seus primers models de producció eren estàtics, l'any 1925 va publicar un model dinàmic d'equilibri en moviment designat a explicar els cicles de les empreses, aquesta variació periòdica de sobrecorrecció en la corba de la demanda i oferta és ara coneguda com el model de Cobweb. Nicholas Kaldor va produir poc temps després una derivació més formal d'aquests models, qui és acreditat de gran manera per la seva exposició.

## Aplicació
Una gran part de l'economia clàssica pot ser presentada en termes geomètrics simples o en notació matemàtica elemental. No obstant això, l'economia matemàtica convencionalment utilitza matrius en l'anàlisi econòmic per poder reforçar arguments. Aquestes eines són requisits previs per l'estudi formal. Sovint, els problemes econòmics envolten una gran quantitat de variables, el que converteix les matemàtiques en una manera d'atacar i resoldre aquests problemes. Alfred Marshall va argumentar que tots els problemes econòmics que poden ser quantificats, resolts i expressats analíticament, han de ser tractats a través de treballs matemàtics.
L'economia s'ha convertit requeridora dels mètodes matemàtics i les eines matemàtiques utilitzades s'han sofisticat. Com a resultat, les matemàtiques s'han convertit considerablement importants pels professionals en l'economia i les finances. També es veu en programes universitaris en economia i finances on cal una àmplia preparació matemàtica.
Aquesta integració genera problemes econòmics com a models estilitzats amb suposicions clares i prediccions falsables. Els models formals es poden classificar en:
- Models estocàstics formulats utilitzant processos estocàstics.
- Models matemàtics no estocàstics, purament qualitatius o quantitatius.
- Els models qualitatius són ocasionalment utilitzats.

## Crítiques i defensa

### Adequació de les matemàtiques per l'economia complexa i qualitativa
Friedrich Hayek pensava que l’ús de tècniques formals projectava una exactitud científica que no era apropiada degut a les limitacions d’informació davant la qual es trobaven els agents econòmics reals.En una entrevista, l’historiador econòmic Robert Heilbroner comentà
Heilbroner comentà que "una gran part de l'economia no té naturalesa quantitativa i, per tant, no es presta a una exposició matemàtica".

### Prova de prediccions de l'economia matemàtica
El filòsof Karl Popper va discutir la postura científica de l'economia als anys 40 i 50. Argumentava que l'economia matemàtica patia de ser tautològica. En altres paraules, en la mesura en la qual l'economia es converteix en una teoria matemàtica, l'economia matemàtica deixarà de basar-se en impugnacions empíriques per passar a ser basada en proves matemàtiques. D'acord amb Popper, suposicions falsables poden ser provades per experiment i observació, mentre que les suposicions no falsables poden ser explorades matemàticament per les seves conseqüències i per la consistència amb altres suposicions. Seguint la posició de Popper sobre les suposicions en l'economia general, i no només en l'economia matemàtica, Milton Friedman declarà que "totes les suposicions són irreals". Friedman proposà que es jutgessin els models econòmics pels seus resultats predits en lloc de per la seva semblança amb la realitat.

### Economia matemàtica com una forma de matemàtiques pura
Considerant l'economia matemàtica, J. M. Keynes va escriure a "La Teoria General":

## Economistes matemàtics
Els economistes matemàtics prominents inclouen, però no estan limitats, als següents: (pel segle quan van néixer)

### Segle XIX
- Enrico Barone
- Antoine Augustin Cournot
- Francis Ysidro Edgeworth
- Irving Fisher
- William Stanley Jevons

### Segle XX
- Charalambos D. Aliprantis
- R. G. D. Allen
- Maurice Allais
- Kenneth J. Arrow
- Robert J. Aumann
- Yves Balasko
- David Blackwell
- Lawrence E. Blume
- Graciela Chichilnisky
- Bernard Cornet
- George B. Dantzig
- Gérard Debreu
- Jacques H. Drèze
- David Gale
- Nicholas Georgescu-Roegen
- Roger Guesnerie
- Frank Hahn
- John C. Harsanyi
- John R. Hicks
- Werner Hildenbrand
- Harold Hotelling
- Leonid Hurwicz
- Leonid Kantorovich
- Tjalling Koopmans
- David M. Kreps
- Harold W. Kuhn
- Edmond Malinvaud
- David Luenberger
- Andreu Mas-Colell
- Eric Maskin
- Nimrod Megiddo
- Jean-François Mertens
- James Mirrlees
- Roger Myerson
- John Forbes Nash, Jr.
- John von Neumann
- Edward C. Prescott
- Roy Radner
- Frank Ramsey
- Donald John Roberts
- Paul Samuelson
- Thomas Sargent
- Leonard J. Savage
- Herbert Scarf
- Reinhard Selten
- Amartya Sen
- Lloyd S. Shapley
- Stephen Smale
- Robert Solow
- Hugo F. Sonnenschein
- Albert W. Tucker
- Hirofumi Uzawa
- Robert B. Wilson
- Hermann Wold
- Nicholas C. Yannelis